# Constantin Milicescu

Mormântul lui Constantin Milicescu de la Cimitirul Eternitatea din Iaşi.

Constantin Milicescu a fost un general și politician român din secolul al XIX-lea, ministru de război în varii guverne de la Iași, după Mica Unire, dar înainte de unirea administrativă a Principatelor Române.

## Biografie
Colonelul Costache Milicescu a fost numit la data de 9 ianuarie 1859 șef al oștii moldovene. A îndeplinit funcția de ministru de război în guvernele Vasile Sturdza, Ion Ghica și Manole Costache Epureanu din Moldova, de la Iași (17 ianuarie - 27 mai 1859). A fost înaintat în această perioadă la gradul de general și numit cavaler.

## Depeșa de caldă caramaderie
Generalul Milicescu a adresat la data de 26 ianuarie 1859 o depeșă către generalul Barbu Vlădoianu prin care se transmitea din partea ostașilor români din Moldova ... fierbinți îmbrățișări fraților ostași români din Țara Românească .
A fost înmormântat la Cimitirul Eternitatea din Iași.